# 2MASS

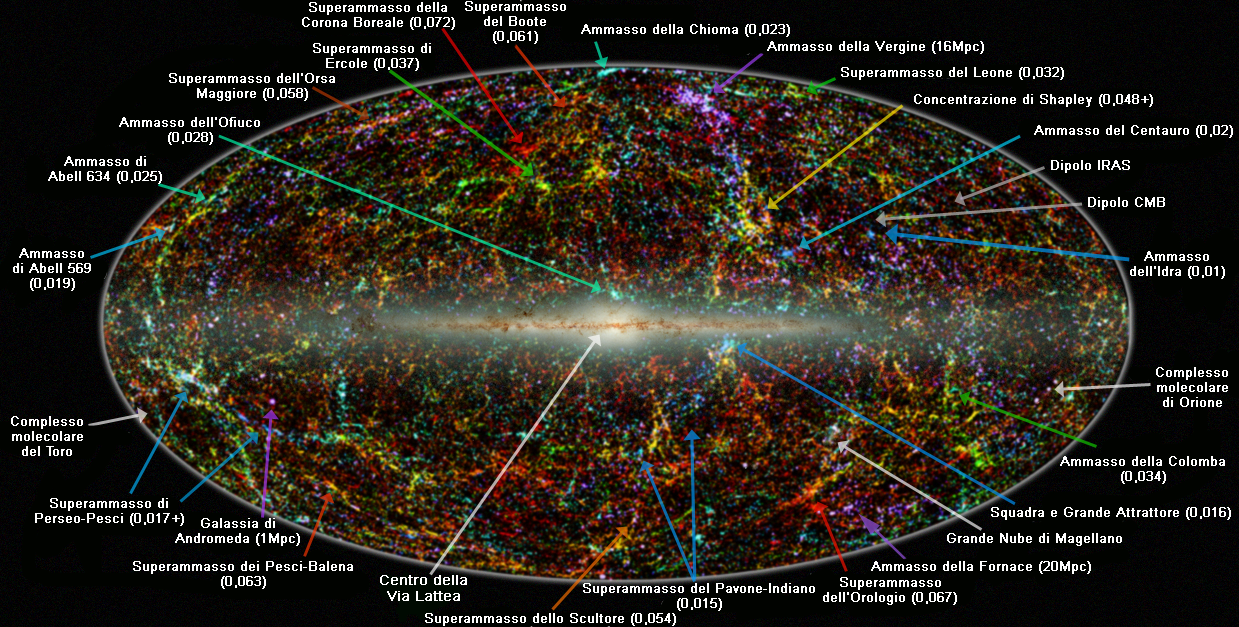
Una panoramica del cielo nell'infrarosso vicino rivela la distribuzione delle galassie oltre la Via Lattea. L'immagine deriva dal catalogo 2MASS, che comprende oltre 1,5 milioni di galassie, e dal Point Source Catalog (PSC), che comprende mezzo miliardo di stelle della Via Lattea. Le galassie sono colorate a seconda del loro spostamento verso il rosso (z): le blu sono le più vicine (z < 0,01), le verdi sono quelle ad una distanza media (0,01 < z < 0,04) e le rosse sono le più lontane (0,04 < z < 0,1).

Con la sigla 2MASS (che sta per l'inglese Two Micron All-Sky Survey) si designa una serie di rilevamenti astronomici, iniziati nel 1997 e completati nel 2001, che hanno interessato l'intera volta celeste.
I rilevamenti sono stati compiuti da due telescopi: l'Osservatorio Whipple sul monte Hopkins in Arizona e Osservatorio di Cerro Tololo in Cile, che avevano il compito di monitorare rispettivamente l'emisfero boreale e quello australe. I dati ottenuti sono stati resi pubblici nel 2003.
L'intera volta celeste è stata studiata tramite sistemi fotometrici che si servivano di tre camere infrarosse che captavano le lunghezze d'onda prossime a 2 micron (µm): J (1,25 μm), H (1,65 μm) e Ks (2,17 μm).
Gli obiettivi della survey infrarossa includevano:
- La scoperta di galassie nella cosiddetta "zona di evitamento", una vasta banda di cielo oscurata nel visibile dai gas interstellari della nostra galassia, la Via Lattea.
- Il primo rilevamento di nane brune.
- Il massiccio rilevamento delle stelle di piccola massa (essenzialmente nane rosse), il tipo stellare più comune dell'Universo.
- Il catalogo di tutti gli oggetti scoperti.

Quest'ultimo obiettivo è stato raggiunto in maniera ammirevole. Il catalogo delle sorgenti puntiformi (stelle, pianeti ed asteroidi) e delle strutture estese (galassie e nebulose) è stato eseguito dai programmi di computer automatici fino ad un limite medio nella magnitudine apparente di circa +14. Sono stati catalogati oltre 300 milioni di sorgenti puntiformi e circa 1 milione di strutture estese.
Nel novembre 2003, un gruppo di scienziati ha annunciato la scoperta della Galassia Nana Ellittica del Cane Maggiore, all'epoca la galassia satellite conosciuta più vicina alla Via Lattea, grazie all'analisi dei rilevamenti stellari 2MASS.
La survey 2MASS è patrocinata dalla Università del Massachusetts (conosciuta anche come UMass, da cui trae origine in parte il nome della survey), dall'Infrared Processing and Analysis Center (IPAC, lanciata dal JPL e dalla Caltech), dalla NASA e dalla NSF.
2MASS ha prodotto un catalogo astronomico con oltre 300 milioni di oggetti osservati, inclusi pianeti minori del Sistema Solare, nane brune, stelle di piccola massa, nebulose, ammassi stellari e galassie. Inoltre, 1 milione di oggetti sono stati catalogati nel catalogo di sorgenti estese 2MASS ( 2MASX ). Gli oggetti catalogati sono designati rispettivamente con un prefisso "2MASS" e "2MASX".